# RW Lacertae
RW Lacertae (RW Lac / TYC 3629-740-1) es una estrella variable situada a 632 años luz del sistema solar en dirección a la constelación de Lacerta.
Su brillo varía entre magnitud aparente +10,40 y +11,00.
RW Lacertae es una binaria eclipsante compuesta por dos enanas amarillas de tipo espectral G5V y G7V respectivamente.
La estrella G5V tiene una temperatura efectiva de 5760 K.
Su luminosidad es un 38% mayor que la luminosidad solar y, con un radio un 19% más grande que el radio solar, gira sobre sí misma con una velocidad de rotación de al menos 2 km/s.
Considerando que su masa equivale al 93% de la del Sol, puede ser estar empezando a evolucionar desde la secuencia principal, dada la notable antigüedad del sistema, en torno a los 10 000 millones de años.
Su acompañante es también una enana amarilla, aunque algo más fría, con una temperatura de 5560 K.
Menos luminosa que el Sol —su luminosidad equivale al 80% de la del Sol—, tiene una masa de 0,87 masas solares.
Su radio es un 4% más pequeño que el del Sol y su velocidad de rotación proyectada es también de 2 km/s.
El período orbital del sistema es de 10,37 días.
En el eclipse principal el brillo de la binaria disminuye 0,60 magnitudes, mientras que en el secundario la caída de brillo es de 0,40 magnitudes.